# Fredericiagade
Fredericiagade er en gade i Nyboder i Indre By i København, der ligger mellem Amaliegade og Rigensgade. Gaden fik sit nuværende navn i 1869 til minde om byen Fredericias rolle i de slesvigske krige 1848-1850 og 1864.

## Historie og bebyggelse
Dele af gaden stammer fra kong Christian 4.'s anlæggelse af de første dele af kvarteret Nyboder i 1630'erne og 1640'erne. Husene fra den tid er for længst er væk, men mellem Gammelvagt og Borgergade ligger der stadig en række toetages Nyboder-huse fra 1804, der i nutiden udgør den sydligste del af Nyboder.
Før gaden fik sit nuværende navn i 1869 bestod den af en række små gader i forlængelse af hinanden, Kokkegade, Nellikegade, Bjørnegade, Kaninlænge og Akademigade, sidstnævnte også kaldet Blancogade. Flere af disse afspejlede de oprindelige navngivningsprincipper for Nyboder med gader opkaldt efter blomster og dyr. Det nye navn skyldtes til gengæld et ønske om at skabe enkelthed ved, at gader i forlængelse af hinanden fik samme navn.
Kokkegade gik fra Rigensgade til kort før det nuværende kryds med Kronprinsessegade. Den lå oprindelig i et område, der var blevet til overs ved opførelsen af Nyboder, og blev i stedet bebygget med en række mindre etageejendomme. De er nogle af de få ejendomme i København fra før bybrandene i 1700-tallet, hvilket er en væsentlig årsag til, at de fik lov at overleve senere tiders saneringer af kvarteret. I stedet blev de restaureret omkring 1980 i omtrent den skikkelse, de havde omkring 1800, og med forskellige farver som på den tid.
Nellikegade gik det næste stykke videre til krydset med den nuværende gade Gammelvagt, en rest fra da Adelgade blev rettet ud i 1870'erne. Langs den nordlige side lå fra 1805 til 1905 Søetatens Hospital, som blev opført af Boye Mogens. Efterfølgende opførtes stadig eksisterende etageejendomme af blandt andet C. W. Christiansen. Også på den sydlige side ligger der etageejendomme.
Bjørnegade gik fra Gammelvagt til Borgergade. På den nordlige side ligger som nævnt en række af de klassiske gule toetages Nyboder-huse fra 1804. På den sydlige side ligger der en række etageejendomme fra slutningen af 1800-tallet. Nr. 51 dækker dog over bygningen Fredericiagården, der blev opført af Foreningen Socialt Boligbyggeri i 1992 med Tegnestuen Virumgård som arkitekt.
Kaninlænge gik fra Borgergade til Store Kongensgade. Her ligger der en række etageejendomme af vidt forskellig alder. En hjørneejendom ved Borgergade er for eksempel fra 1899, mens nr. 44 modsat er påbegyndt på et tidspunkt før 1734. På den sydlige side opførtes i 1864 Hindegades Skole efter tegninger af J. A. Stillmann. Skolen blev nedlagt i 1923, da området blev affolket, og i stedet rykkede Sankt Annæ Vester Skole, det senere Sankt Annæ Gymnasium ind. De flyttede til Sjælør Boulevard i 1972, og bygningen huser nu Københavns Kommunes Ungdomsskole.
Akademigade eller Blacogade gik fra Store Kongensgade til Amaliegade. Også her er bebyggelsen af forskellig alder om end med en del etageejendomme fra 1850'erne. Særligt værd at bemærke er dog krydset med Bredgade. På det nordvestlige hjørne ligger Østre Landsret, der har til huse i et barokhus, der oprindeligt blev opført i 1701-1703, antagelig efter tegninger af Johan Conrad Ernst. Bygningen var oprindeligt operahus, men fungerede senere som landkadetakademi, kaserne og midlertidigt hjem for Rigsdagen, før den blev retsbygning. På det sydvestlige hjørne ligger A.N. Hansens Palæ, der blev opført i 1835 af Jørgen Hansen Koch for grosserer A.N. Hansen. På det nordøstlige hjørne ligger Titkens Gård, der blev opført for urtekræmmerlaugets oldermand Niels Titken i 1755, og som stadig står næsten som ved opførelsen.